# Quantum of the Seas
 (février 2016).
Si vous disposez d'ouvrages ou d'articles de référence ou si vous connaissez des sites web de qualité traitant du thème abordé ici, merci de compléter l'article en donnant les références utiles à sa vérifiabilité et en les liant à la section « Notes et références ».
Quantum of the Seas est un navire de classe Quantum de la Royal Caribbean Line. Le Quantum of the Seas est un des plus grands paquebots au monde avec ses 348 mètres de long, ses 40 mètres de large, ses 5 400 passagers et ses 2 115 membres d'équipage. Seuls les navires de la Classe Oasis le surclassent. Le Quantum of the Seas est une véritable révolution technologique avec sa cabine d'observation suspendue à plusieurs dizaines de mètres au dessus du reste du navire, tenue seulement par un rigide mat mobile.